# Jindai moji

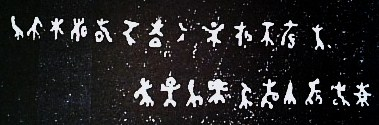
Scrittura di Hokkaidō, presentata da taluni come un esempio di jindai moji.

Il termine jindai moji o kamiyo moji (神代文字? "scrittura dell'Età degli dei") designa una scrittura che si dice fosse usata nell'antico Giappone. Alcuni hanno sostenuto che tali antichi caratteri, per esempio i caratteri di Chikushi e quelli di Hokkaidō, siano stati trovati in resti archeologici, a Kofun e sulle montagne, ma tutti i jindai moji sono generalmente considerati dei falsi. Secondo la tradizione shintoista, questa scrittura sarebbe stata creata in Giappone nell'Era degli dei, ossia prima della creazione dell'umanità, da Izanagi e Izanami o Amaterasu. L'esistenza di un sistema di scrittura preesistente all'introduzione nel paese dei caratteri cinesi non è comprovata né dall'archeologia (nessuna terracotta con tali caratteri è mai stata trovata) né dalle testimonianze dei primi cinesi che avevano visitato il Giappone. Apparsa a partire dal XIII secolo, la teoria dei jindai moji servì soprattutto a rinforzare la stima di sé e il sentimento identitario dei tradizionalisti, nonché secondariamente a dare prestigio ai templi shintoisti che sostenevano di essere detentori delle tracce restanti di questa scrittura. I jindai moji furono presentati dai nazionalisti degli anni 1930 come argomento della superiorità giapponese. Benché la loro esistenza non sia più accettata dai ricercatori riconosciuti nel XXI secolo, questa teoria conserva il suo potere d'attrazione e i suoi fautori.

## Storia del concetto

### Origine durante l'epoca Kamakura
L'introduzione della scrittura dalla Cina è menzionata nelle più antiche opere del Giappone, il Kojiki e il Nihon shoki, mentre l'assenza di una scrittura anteriore è anch'essa evocata nell'introduzione del Kogo Shūi. Questi fatti furono generalmente ammessi molto presto, ma a metà dell'epoca Kamakura, Urabe Kanekata (卜部兼方), erede di una lunga stirpe di scribi e indovini, espresse nello Shaku Nihongi l'opinione che, poiché la coppia primordiale Izanami e Izanagi praticava la scapulomanzia, dovevano aver inventato una scrittura per annotare i risultati dei loro vaticini, che egli chiamò waji (日字), in contrasto con i kanji. Urabe propose di vedere nell'iroha uta che serviva da sillabario per i kana una reinterpretazione di questa supposta scrittura, negando così che i kana derivassero dalla scrittura cinese. Presentò come esempio di waji anche un testo indecifrabile custodito nel suo palazzo, la cui scrittura (hijin no ji o hijin no fumi [肥人之字]) sarebbe piuttosto assomigliata a quella del sanscrito. Altri gli avrebbero fatto eco. Così, Inbe no Masamichi (忌部正通) ritenne che la scrittura degli dei fosse esistita e che fosse composta di ideogrammi; il principe Shōtoku l'avrebbe sostituita con i kanji. Yoshida Kanetomo, fondatore della scuola shintoista che sarebbe diventata dominane, adottò l'idea e propose da parte sua che se i kana erano tratti proprio dalla scrittura cinese, ritrascrivevano in realtà i 50 suoni della scrittura antica, di origine divina. La sua scuola sosteneva di essere la sola depositaria del sistema dopo la sostituzione con i kanji.

### Diversificazione della teoria dall'epoca Edo
Nel periodo Edo, la teoria conobbe ancora altre varianti: Atobe Yoshiakira (跡部良顯, 1658-1729), della scuola shintoista Kikke (橘家), pensava di vedere i jindai moji in una rappresentazione di 12 segni; la sua scuola avrebbe trasmesso questa tradizione di un sistema di 12 segni. I templi di Izumo e Atsuta sostenevano anche di detenere esemplari di jindai moji su stecche di bambù. Un testo sincretistico shinto-buddhista-confuciano, Sendai Kuji hongi daiseikyō (先代舊事本義大成經), sosteneva che Amaterasu 47 suoni a Okuninushi. Più tardi, il monaco Tainin (諦忍) della scuola pro-sincretista Taiseikyo li avrebbe ritrascritti in Shinkoku shinji benron (神国神字弁論, "Opinioni sulla divina scrittura della terra degli dei") a partire da un testo segreto che sosteneva di aver visto. Egli chiamò questa scrittura hifumi.
Nondimeno, la maggior parte degli studiosi confutava l'esistenza di tale scrittura, e Yoshimi Yoshikazu (吉見幸和, 1673-1761), Dazai Shundai (太宰春台), Sadatake Ise (伊勢貞丈, 1717-1784) e Motoori Norinaga. Quest'ultimo credeva certamente nella superiorità della civiltà giapponese, ma negava che la scrittura fosse un vantaggio per la trasmissione di informazioni. Credeva che la verità potesse essere espressa solo nel linguaggio dei kami e che qualsiasi altra lingua, specialmente scritta, la deformasse. Per lui, i vecchi giapponesi non avevano bisogno della scrittura perché erano ancora vicini alla lingua degli dei.
Il fautore più importante dei jindai moj nel periodo Bunka fu Hirata Atsutane, che riunì una cinquantina di presunti esemplari di scrittura divina, ne scartò alcuni, tra cui i 12 segni, e conservò due forme che gli sembravano autentiche perché concordanti, benché provenienti da due fonti diverse (Hijin no sho e Satsujin no sho). Pubblicò le sue conclusioni nel 1819 in Kanna hifumi den. Gli scettici, che rimanevano maggioritari, ritenevano che si trattasse semplicemente di adattamenti dall'hangŭl, ma l'opera di Atsutane divenne autorevole tra i fautori dei moji jindai. L'insistenza di Atsutane sull'esistenza di questa scrittura divina era parte dominante della sua visione dello shintoismo, che si opponeva all'interpretazione neoconfuciana dei sinofili.. La credenza nei jindai moji divenne una caratteristica distintiva dei nativisti di tendenza religiosa dagli altri.
Tsurumine Shigenobu (鶴峯戊申), da parte sua, s'interessò a un esemplare di jindai moji contenuto nell'enciclopedia Seikei zusetsu compilata a Satsuma e propose che tutte le scritture del mondo derivassero da esso. Esemplari di testi in jindai moji cominciarono ad essere scoperti in varie località, come lo Uetsufumi prodotto dal capo di un piccolo villaggio, che sosteneva di detenerlo per eredità.

### Analisi moderne
Alla fine del XIX secolo, Tanaka Yoritsune (1836-1897), gran sacerdote di Ise, e Ochiai Naobumi, marciando sulle orme di Atsutane, pernsavano che i kana fossero derivati dall'antica scrittura. Ookuni Takamasa (大国隆生, 1791-1871) riteneva che gli esagrammi dello Yìjìng fossero dei jindai moji. Si trovarono anche dei cinesi che accettavano di vedere nell'hifumi la prima forma dei caratteri cinesi.
Nel XX secolo, l'interesse per il koshintō si combinava spesso con la credenza della scrittura divina, perfino dopo la pubblicazione nel 1953 da parte di Yamada Yoshio di un'opera considerata decisiva per la confutazione dei jindai moji: Iwayuru jindai moji no ron ("Discussione sui sedicenti jindai moji").